# ラストゲーム (漫画)
『ラストゲーム』は、天乃忍による日本の少女漫画である。『LaLa』（白泉社）において、2011年9月号から同年11月号に集中連載した後、2012年2月号から本格連載を開始。2016年8月号で最終回を迎えた。その後、2020年2月に発売された『リバース×リバース』1巻に本作の特別編が収録された。

## あらすじ
顔良し、頭良し、家柄良しの超完璧少年・柳尚人の前に現れた転校生・九条美琴。地味な外見と暗そうな雰囲気、全体的に貧乏くさいという印象だったのに、勉強も運動も九条に惨敗の柳は、人生初の挫折を経験した。激しいライバル心に燃え立つ柳は「惚れた方が負け」という言葉を聞き、九条を惚れさせようと決意した。
10年に渡る2人のラストゲームが始まった。

## 登場人物
声はドラマCDのキャスト。

### 天文サークル
柳 尚人（やなぎ なおと）
声 - 木村良平
大学2年。小中高大と全て美琴と同じ学校（故意に同じところに進んでいる）。
小学校の頃は、自分のことを「社長の息子で顔も頭も良くて女にも不自由したことがない勝ち組」と思っていたが、美琴に出会ったことで変化してゆく。美琴の境遇を初めて知った時、生まれて初めての敗北を感じ、自力での勝利を決意した。
中学校の時も周囲に羨まれる存在だったが、美琴の影響で少し謙虚になっている。
本人が無意識のうちに美琴に恋心を抱いていて、勝負の名目でいろいろアタックしているが、全て空回りに終わっている。
九条 美琴（くじょう みこと）
声 - 日笠陽子
大学2年。勉強も運動その他も柳を凌駕するほどの実力の持ち主。酒にも異常に強く、柳はあらゆる面で美琴に勝ったことがないと感じている。母子家庭で育ち、母に楽をさせてやるために出世しようと子供の頃から努力し続けている。
柳が勝負をしかけてくるせいで柳は自分のことが嫌いだと思っていた。しかし、柳に対して何かしらあると気づき始める。
藤本 しおり（ふじもと しおり）
声 - 佐倉綾音
大学2年。美琴のはじめての親友。宮部の彼女。女の勘が鋭く、桃香のことも最初から裏があるんじゃないかと感じていた。
相馬 蛍（そうま けい）
声 - 立花慎之介
2年の柳、1年の相馬と並び称されるほど顔がいい。当初は何でもできる柳を嫌って嫌がらせばかりしていたが、それでも笑って受け入れてくれる彼を次第に受け入れている。美琴のことが好き。
橘 桃香（たちばな ももか）
声 - 加隈亜衣
聖苑女子学院大学1年。インカレ。猫を被っている。特技・上目づかい。中学生までは太っていたが、当時好きだった男子に暴言をはかれダイエットを決意し見事な高校デビューを果たした。柳のことが好き。
宮部（みやべ）
声 - 古川慎
藤本の彼氏。藤本からは宮くんとよばれている。
吉田（よしだ）先輩
声 - 鈴村健一
かわいい子が好き。そのせいか、いつも桃香のことを見ている。

### 主要人物の親族
九条 美和
美琴の母。看護師。柳と仲がいい。

## ドラマCD
- 2015年5月、『LaLa』2015年7月号の付録でドラマCD化[3]。同年6月、単行本第8巻のドラマCD付き特装版が発売された[4]。
- 2016年10月、単行本第11巻のドラマCD付き特装版が発売された。

## 書誌情報
- 天乃忍 『ラストゲーム』 白泉社〈花とゆめコミックス〉、全11巻
  1. 2012年1月4日発売、ISBN 978-4-592-19343-2
  2. 2012年7月5日発売、ISBN 978-4-592-19344-9
  3. 2013年1月4日発売、ISBN 978-4-592-19345-6
  4. 2013年7月5日発売、ISBN 978-4-592-19511-5
  5. 2014年1月4日発売、ISBN 978-4-592-19512-2
  6. 2014年7月4日発売、ISBN 978-4-592-19513-9
  7. 2015年1月5日発売、ISBN 978-4-592-19514-6
  8. 2015年6月5日発売、ISBN 978-4-592-19515-3
    - ISBN 978-4-592-10560-2（ドラマCD付き特装版）

  9. 2015年12月4日発売、ISBN 978-4-592-21058-0
  10. 2016年6月3日発売、ISBN 978-4-592-21059-7
  11. 2016年10月5日発売、ISBN 978-4-592-21060-3
    - ISBN 978-4-592-10566-4（ドラマCD付き特装版）